# Berg (Brabant flamand)
Pour les articles homonymes, voir Berg.
Berg est une section de la commune belge de Kampenhout située en Région flamande dans la province du Brabant flamand. C'était une commune à part entière avant la fusion des communes de 1977.

## Géographie
Berg tient son nom du fait que l'église est située sur une petite colline (altitude 26 mètres). Berg est, par la taille et la population, la deuxième section de la commune fusionné après Kampenhout.

## Démographie

### Évolution démographique
- Sources : INS, Rem. : 1831 jusqu'en 1970 = recensements, 1976 = nombre d'habitants au 31 décembre[2].

## Personnalité célèbre
La plus célèbre personnalité originaire de Berg est probablement le coureur cycliste Raymond Impanis.

## Catastrophe aérienne en 1961
Le 15 février 1961, un Boeing 707 de la compagnie aérienne belge Sabena s'écrase à Berg, alors qu'il est en phase d'atterrissage en direction de l'aéroport de Bruxelles. Les onze membres de l'équipage et les 61 passagers, dont les membres de l'équipe américaine de patinage artistique qui se rendent aux championnats du monde à Prague, trouvent la mort dans l'accident aussi bien qu'une personne au sol touché par les débris.
À l'occasion du 40e anniversaire de la tragédie, une stèle commémorative est inaugurée à Berg le 10 février 2001.